# Niels Henrik Gerts
Niels Henrik Gerts (født 1973 i Næstved), bedre kendt under kunsternavnet DJ Nage eller blot Nage, er en dansk rapper, DJ og tonemester. Først og fremmest kendt som en tredjedel af den nu hedengangne Næstvedgensiske raptrio, Hvid Sjokolade, sammen med Tommy Bredsted (Onkel Tom) og Lasse Lindholm Nielsen (Mesta Lasse), men også som DJ og vokalist i gruppen Klart Dér!, med rap-kollegerne Kenneth Kold, Tyde T og DJ Pladespiller.

## Albumudgivelser
- Mon ik'..! (2004)
- Munden fuld (2001)
- Levende poeters klub (1997)
- Så'n er vi (1996)